# Balandin
Balandin je priimek več oseb:
- Vasilij Petrovič Balandin, sovjetski general
- Aleksander Nikolajevič Balandin, sovjetski kozmonavt
- Aleksej Aleksandrovič Balandin, ruski kemik